# Fronteira Argélia–Saara Ocidental
A fronteira Argélia-Saara Ocidental separa a Argélia do território contestado do Saara Ocidental. Mede 41 km e segue uma linha norte-sul situada sobre o meridiano 8° 40' oeste.
O Saara Ocidental foi anexado por Marrocos, em 1976, embora uma parte do território (cerca de 20%) seja controlada pela Frente Polisario.

## Descrição
A fronteira entre a Argélia e o Saara Ocidental parte da tríplice fronteira com Marrocos ao norte até a tríplice fronteira com a Mauritânia ao sul.
Consiste em uma linha reta norte-sul relativamente curta que atravessa o deserto do Saara, conectando as fronteiras marroquinas e mauritanas.